# Li Xue
Li Xue (en chino: 李雪; 20 de enero de 2000) es una deportista china que compite en tiro, en la modalidad de pistola. Ganó dos medallas de bronce en el Campeonato Mundial de Tiro, en los años 2022 y 2023.

## Palmarés internacional
| Campeonato Mundial | Campeonato Mundial | Campeonato Mundial | Campeonato Mundial |
| Año                | Lugar              | Medalla            | Prueba             |
| ------------------ | ------------------ | ------------------ | ------------------ |
| 2022               | El Cairo (Egipto)  | Medalla de bronce  | Pistola 50 m mixto |
| 2023               | Bakú (Azerbaiyán)  | Medalla de bronce  | Pistola 10 m       |